# 셸리 듀발
셸리 알렉시스 듀발(영어: Shelley Alexis Duvall, 1949년 7월 7일~2024년 7월 11일)은 미국의 배우, 가수, 작가, 코미디언이다. 2024년 7월 11일, 블랭코의 자택에서 당뇨 합병증으로 사망했다.

## 영화
- 운명의 맥클라우드
- 보위와 키치
- 내쉬빌 (1975년 영화)
- 버팔로 빌과 인디언들
- 세 여인 (1977년 영화)
- 애니 홀
- 샤이닝 (영화)
- 뽀빠이 (1980년 영화)
- 4차원의 난장이 E.T
- 프랑켄위니 (1984년 영화)
- 록산느
- 우주에서 온 사나이여인의 초상 (1996년 영화)

## 텔레비전
- 새터데이 나이트 라이브
- L.A. 로
- 프레이저 (시트콤)